# الشعر الأبيض
حركة الشعر البيضاء أَو الشعر الأبيض حركةَ شعرِ حر في الشعرِ الفارسيِ الحديثِ انحرفت مِنْ عِلْمِ العروض الفارسيِ الكلاسيكيِ وتَتبنّى "محتوى جديد، وجهة نظر، وإلقاء  يُعتَبرُ أحمد شاملو مؤسسَ حركةِ الشعرِ البيضاءِ،  التي أصبحت بشكلِها البالغِ وقبولِها العامِّ بعد بيجن جلالي. منوتشهر آتشي ساهم في حركة الشعر البيضاء أيضاً في العقدين الماضيين.